# Tournayellidae
Tournayellidae es una familia de foraminíferos bentónicos de la superfamilia Tournayelloidea, del suborden Fusulinina y del orden Fusulinida. Su rango cronoestratigráfico abarca desde el Frasniense (Devónico superior) hasta el Namuriense (Carbonífero superior).

## Discusión
Algunas clasificaciones más recientes incluyen Tournayellidae en el suborden Tournayellina, del orden Tournayellida, de la subclase Fusulinana y de la clase Fusulinata.

## Clasificación
Tournayellidae incluye a las siguientes subfamilias y géneros:
- Subfamilia Tournayellinae
  - Carbonella †
  - Costayella †
  - Eotournayella †
  - Pohlia †
  - Rectoseptatournayella †
  - Septatournayella †
  - Tournayella †
- Subfamilia Forschiinae
  - Conilites †
  - Eoforschia †
  - Forschia †
  - Forschiella †
  - Septaforschia †*
  - Viseina †
- Subfamilia Septabrunsiininae, también considerado en familia Septabrunsiinidae
  - Avesnella †
  - Baelenia †
  - Glomospiranella †
  - Glomospiroides †
  - Laxoseptabrunsiina †
  - Rectoavesnella †
  - Rectoseptaglomospiranella †
  - Septabrunsiina †
  - Spinobrunsiina †
  - Spinolaxina †
- Subfamilia Lituotubellinae, también considerado en familia Lituotubellidae
  - Bogushella †
  - Lituotubella †
  - Mstiniella †
  - Neobrunsiina †
  - Pseudolituotubella †
  - Uviella †
- Subfamilia Chernyshinellinae, también considerado en familia Chernyshinellidae
  - Chernobaculites †
  - Chernyshinella †
  - Chernyshinellina †
  - Condrustella †
  - Eblanaia †
  - Endochernella †
  - Lipinellina †
  - Mstinia †
  - Nevillea †
  - Nodochernyshinella †
  - Rectotournayellina †
  - Spinochernella †
  - Spinotournayella †
  - Tournayellina †

Otros géneros considerados en Tournayellidae son:
- Brunsiina † de la subfamilia Septabrunsiininae, aceptado como Glomospiranella
- Cepekia † de la subfamilia Tournayellinae, aceptado como Tournayella
- Eoseptatournayella † de la subfamilia Tournayellinae, aceptado como subgénero de Septatournayella, Septatournayella (Eoseptatournayella)
- Freyrites † de la subfamilia Forschiinae, propuesto como nombre sustituto de Nonion
- Georgella † de la subfamilia Chernyshinellinae, sustituido por Nevillea
- Neoseptatournayella † de la subfamilia Tournayellinae, aceptado como subgénero de Septatournayella, Septatournayella (Neoseptatournayella), pero considerado nomen nudum
- Nevillella † de la subfamilia Chernyshinellinae, considerado nombre superfluo de Nevillea
- Septaglomospiranella † de la subfamilia Septabrunsiininae, aceptado como Septabrunsiina
- Uvatournayella † de la subfamilia Lituotubellinae, aceptado como Neobrunsiina